# Gonzalo Jiménez de Quesada

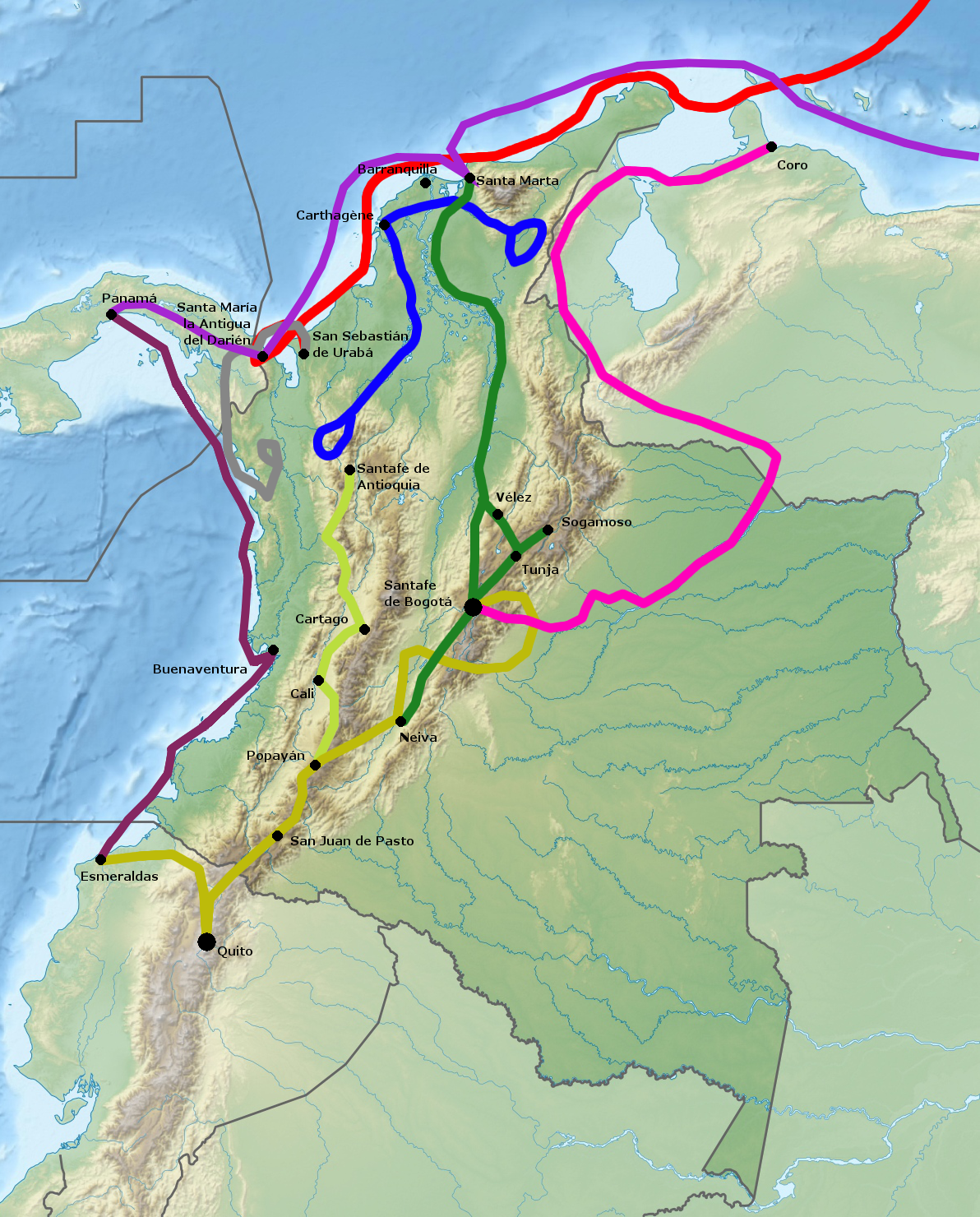
Các con đường chinh phục của Tây Ban Nha>' là con đường ước tính của De Quesada
Ghi chú: uyến đường xung quanh Sierra Nevada de Santa Marta được vẽ không chính xác

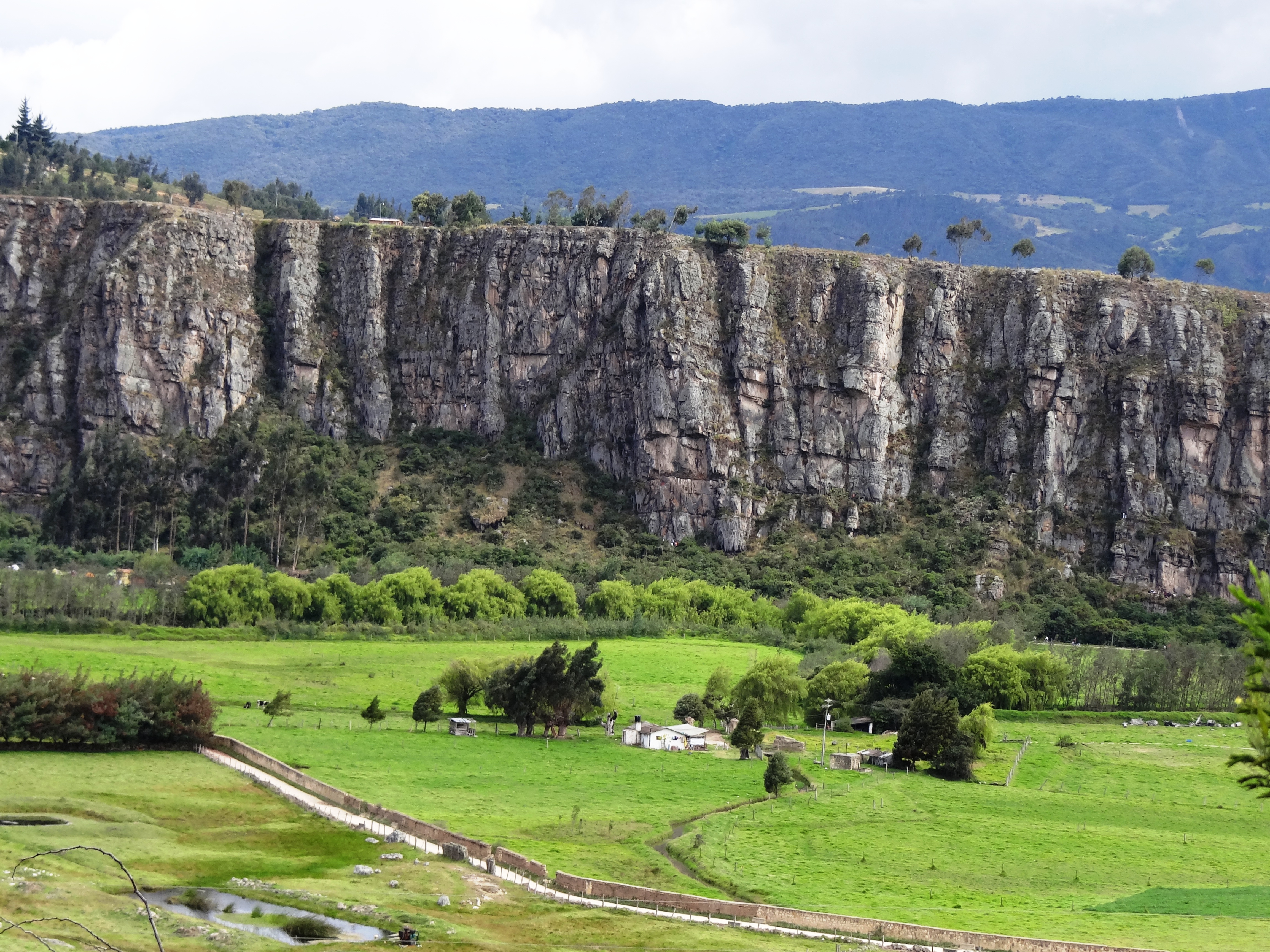
Suesca, Cundinamarca, nơi mất của De Quesada

Gonzalo Jiménez de Quesada y Rivera,, cũng được viết là De Quezada và Ximénez, (tiếng Tây Ban Nha: [gonˈθalo xiˈmeneθ ðe keˈsaða]; 1496 – nguồn khác nói rằng năm 1506 hoặc 1509, (tiếng Tây Ban Nha: [gonˈθalo xiˈmeneθ ðe keˈsaða]; 1496  - các nguồn khác 1506 hoặc 1509  - Suesca, 16 tháng 2 năm 1579) một nhà thám hiểm Tây Ban Nha và người chinh phục ở miền bắc Nam Mỹ, vùng lãnh thổ hiện được gọi là Colombia. Ông khám phá phần phía bắc của Nam Mỹ. Là một luật sư được giáo dục tốt, ông là một trong những người trí thức của cuộc chinh phục Tây Ban Nha. Ông là một nhà tổ chức và lãnh đạo hiệu quả, đã thiết kế luật đầu tiên cho chính phủ của khu vực và là nhà sử học của nó. Sau năm 1569, ông tiến hành khám phá về phía đông, tìm kiếm El Dorado khó nắm bắt, nhưng trở về New Granada năm 1573. Ông đã được đề xuất như là một mô hình có thể cho Don Don Quixote. của Cervantes.

## Gia đình
Cha của ông, Luis Jiménez de Quesada, là một người họ hàng của Gonzalo Francisco de Cordoba, và ông có hai người anh em xa xôi nổi tiếng, những người chinh phục Mexico và Peru tương ứng: Hernán Cortés và Francisco Pizarro. Gonzalo Jiménez de Quesada sinh ra ở Cordova, hoặc ở Granada, Tây Ban Nha, trong một gia đình Marrano đã chuyển đổi sang Công giáo trước khi ông được sinh ra. Ông có ba người em trai; Hernán và Francisco, cũng là những kẻ chinh phục, và Melchor, và một chị gái, Andrea.